# Oglesby (Illinois)
Oglesby je grad u američkoj saveznoj državi Ilinois. Prema popisu stanovništva iz 2010. u njemu je živjelo 3.791 stanovnika.